# Kirk Hammerton
Kirk Hammerton är en ort och civil parish i Storbritannien.   Den ligger i grevskapet North Yorkshire och riksdelen England, i den centrala delen av landet, 290 km norr om huvudstaden London. Kirk Hammerton ligger 23 meter över havet och antalet invånare är 517.
Terrängen runt Kirk Hammerton är platt, och sluttar österut. Runt Kirk Hammerton är det ganska tätbefolkat, med 129 invånare per kvadratkilometer. Närmaste större samhälle är York, 14,2 km öster om Kirk Hammerton. Trakten runt Kirk Hammerton består till största delen av jordbruksmark.